# Tarsalia cellularis
Tarsalia cellularis là một loài Hymenoptera trong họ Apidae. Loài này được Cameron mô tả khoa học năm 1898.